# Hermandad de la Oración en el Huerto (Jerez)
La Ilustre Archicofradía del Dulce Nombre de Jesús y Hermandad de Nazarenos de Nuestro Padre Jesús Orando en el Huerto, María Santísima de la Confortación y San Vicente Ferrer es una cofradía de carácter dominico, ubicada en Jerez de la Frontera, la cual realiza su procesión en la tarde noche del Jueves Santo.

## Historia
Tiene su origen en la primitiva Asociación del Dulce Nombre se Jesús, cuya sede se encontraba en el antiguo Hospital de Santa Catalina, en el Arroyo. En el siglo XIX procesionaban con un Niño Jesús vestido de morado, con una corona de espinas y cruz; y tras el la Virgen de la Confortación, acompañada del Ángel. En 1868 se cierra el Convento de Santo Domingo, abriéndose posteriormente, pero quedando disgregada la Asociación.
En 1941 se reúne un grupo de cofrades con el objetivo de refundar la antigua corporación, logrando dicho objetivo en el año 1943, año también en el cual Juan Luis Vassallo realiza la imagen titular de la corporación.

## Túnica
Su túnica está basada en el hábito dominico. Túnica y escapulario blanco; antifaz y capa de color negro, sobre el hombro izquierdo el escudo de los dominicos.

## Paso
El primero de los pasos muestra a Jesús, en Getsemaní orando al Padre, tras el un ángel le conforta. El paso es obra de Manuel Guzmán Bejarano
En el segundo de los pasos dolorosa bajo palio, acompañada por un ángel que al igual que en el paso de misterio, conforta al titular. El palio es obra de Juan manuel Rodríguez Ojeda y Villarreal.

## Sede
Su sede canónica se encuentra en el Convento de Santo Domingo, en la Alameda Cristina, se dice, que tras la reconquista cristiana de la ciudad, es el templo donde se realizó la primera misa.

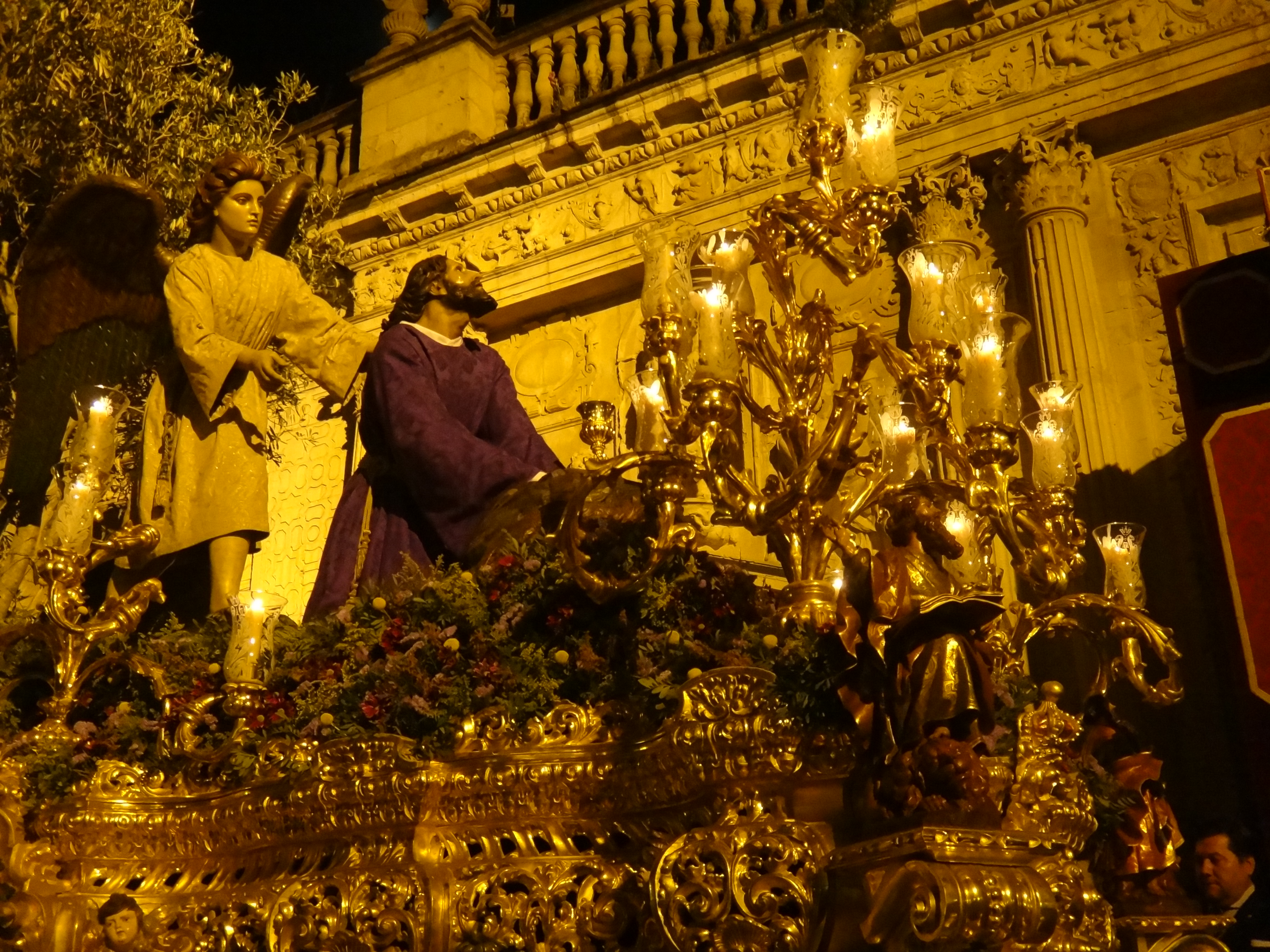
Paso de Misterio

## Paso por Carrera Oficial
| Predecesor: La Lanzada | Orden de entrada en Carrera Oficial (Jueves Santo) 4º lugar | Sucesor: Mayor Dolor |